# Grisin sombre
Cercomacroides tyrannina
Espèce
Statut de conservation UICN

 LC  : Préoccupation mineure
Le Grisin sombre (Cercomacroides tyrannina) est une espèce de passereaux de la famille des Thamnophilidae, natif de l'écozone néotropicale.

## Description
Le Grisin sombre a une taille comprise entre 11 et 13 cm. Le mâle a le plumage noir avec une large tache dorsale blanche. La queue et les ailes, bordées de blanc, sont brunâtres. Le dessous est un peu plus pâle mais les flancs et le crissum sont plus sombres. La femelle a le plumage brun-olive avec les flancs et le crissum brunâtres.

## Alimentation
Il se nourrit d'insectes qu'il attrape sur le feuillage, les rameaux et dans les fourrés.
Il vit à l'orée et dans les clairières des forêts humides ainsi que dans les plaines humides.

## Nidification
Le petit nid profond est fait de fibres végétales et de feuilles mortes, suspendu à la fourche d'une fine branche. La femelle y pond 2 œufs qui sont couvés par les deux parents. Les petits sont également nourris par les deux parents.

## Répartition et sous-espèces
Selon la classification de référence du Congrès ornithologique international (version 14.2, 2025) :
- C. t. crepera (Bangs, 1901) — Amérique centrale noirâtre ;
- C. t. tyrannina (Sclater, 1855) — Tumbes-Chocó-Magdalena, vallées des ríos Cauca et Magdalena, nord-ouest de l'Amazonie ;
- C. t. vicina (Todd, 1927) — nord-est de la Colombie et nord-ouest du Venezuela ;
- C. t. saturatior (Chubb, 1918) — plateau des Guyanes et nord du Brésil.

## Systématique et taxinomie
Cette espèce a été transférée du genre Cercomacra au genre Cercomacroides par Tello, Raposo, Bates, Bravo, Cadena et Maldonado-Coelho en 2014.

## Galerie

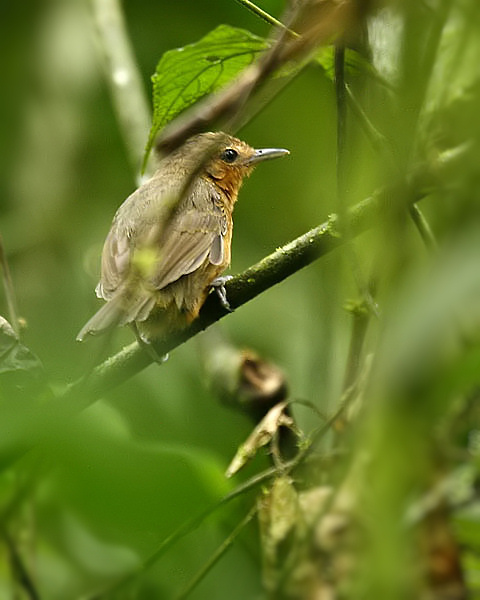
♀
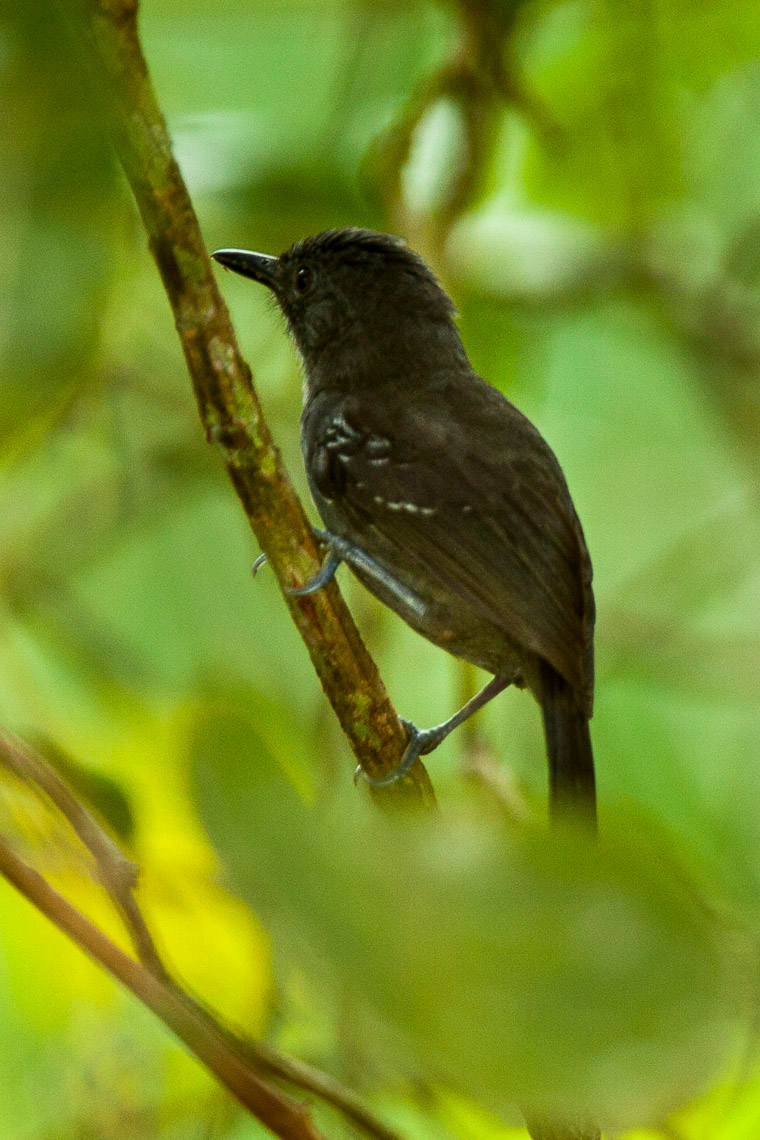
La sous-espèce C. t. crepera.